# Yuliya Mayarchuk
Yuliya Mayarchuk o Yuliya Mayarčuk (en ucraniano y ruso: Юлія Маярчук) (Mykolaiv, Unión Soviética; 20 de abril de 1977) es una actriz ucraniana residente en Italia.

## Biografía
Nacida en Ucrania, migró a Nápoles, Italia, en 1990. Ha realizado prácticamente toda su carrera en Italia, en donde es una de las celebridades más grandes de aquel país.
En el año 2000 trabajó con Tinto Brass para la realización de la película Tra(sgre)dire, en la cual interpretó a la protagonista, Carla. Sucesivamente ha tenido un rol de relevo en la serie de televisión de la televisora italiana Rai 3 La squadra (El escuadrón) y en otras diversas películas y ficciones televisivas, entre ellas la película Faccia di Picasso (Cara de Picasso), dirigida por Massimo Ceccherini, y en las series italianas de televisión Distretto di Polizia 3 (Distrito de policía 3), Carabinieri 2, dirigida por Raffaele Mertes, R.I.S. 5 - Delitti imperfetti, Don Matteo 6, de Farbizio Costa, Incantesimo 7 (Encantamiento 7), Il Maresciallo Rocca (El mariscal Rocca), Occhio a quei due (Ojo [cuidado] con aquellos dos) y Squadra Antimafia (Escuadrón antimafia), de Carmine Elia. 
Desde la televisión y el cine pasó al teatro, en donde actuó en las obras Miseria e Nobiltà (Miseria y nobleza), de Aldo Giuffré, Il Bello di Papà (El bello de papá), con Vincenzo Salemme, Comicissima Tragedia (Comiquísima tragedia) y Ti ho Spostato per Ignoranza (Te he desplazado por ignorancia), con Gianfranco y Massimiliano Gallo y en Lo Schiaccianoci (El Cascanueces), un cortometraje de ballet con música de Piotr Ilich Chaikovski (en ciertas transliteraciones italianas al alfabeto latino escrito Pëtr Il'ič Čajkovskij), dirigido por Manuela Schiano Lomoriello.

## Vida privada
Residente en Nápoles, tuvo una hija con un empresario local.

## Filmografía parcial
- Tinto Brass presenta: Corti circuiti erotici Vol. 1 (episodio Sogno), dirigida por Nicolaj Pennestri - cortometraje  (1999)
- Tra(sgre)dire, dirigida por Tinto Brass (2000)
- Faccia di Picasso, dirigida por Massimo Ceccherini (2000)
- La squadra, varios directores - serie de televisión - Rai Tre - De la 1ª temporada (2000) a la 8ª (2007) excluida en la 6ª y la 7ª
- Il maresciallo Rocca 3, dirigida por Giorgio Capitani - miniserie de televisión (2001)
- Tre casi per Laura C, dirigida por Gianpaolo Tescari - miniserie de televisión (2002)
- Soldati di pace, dirigida por Claudio Bonivento - miniserie de televisión (2002)
- L'italiano, dirigida por Ennio De Dominicis (2002)
- Distretto di Polizia 3 - protagonista principal de un episodio de Monica Vullo - serie de televisión - Canale 5 (2002)
- Carabinieri 2, dirigida por Raffaele Mertes - serie de televisión - Canale 5 (2003)
- Incantesimo 7, dirigida por Alessandro Cane y Tomaso Sherman - serie de televisión - Rai Due (2004)
- Go Go Tales, dirigida por Abel Ferrara (2007)
- R.I.S. 5 - Delitti imperfetti, dirigida por Fabio Tagliavia y Cristian De Mattheis - serie de televisión - Canale 5 (2008)
- In nome di Maria, dirigida por Franco Diaferia (2008)
- Don Matteo 6 - serie de televisión - Rai Uno - episodio: Un tocco di fard, dirigida por Fabrizio Costa (2008)
- Occhio a quei due, dirigida por Carmine Elia - telefilme - Canale 5 (2009)
- La vita è una cosa meravigliosa, dirigida por Carlo Vanzina (2010)
- Il regista del mondo, dirigida por Carlo Fumo - cortometraje (2011)
- Impepata di nozze - Sposarsi al sud è tutta un'altra storia..., dirigida por Angelo Antonucci (2012)